# Uttwil

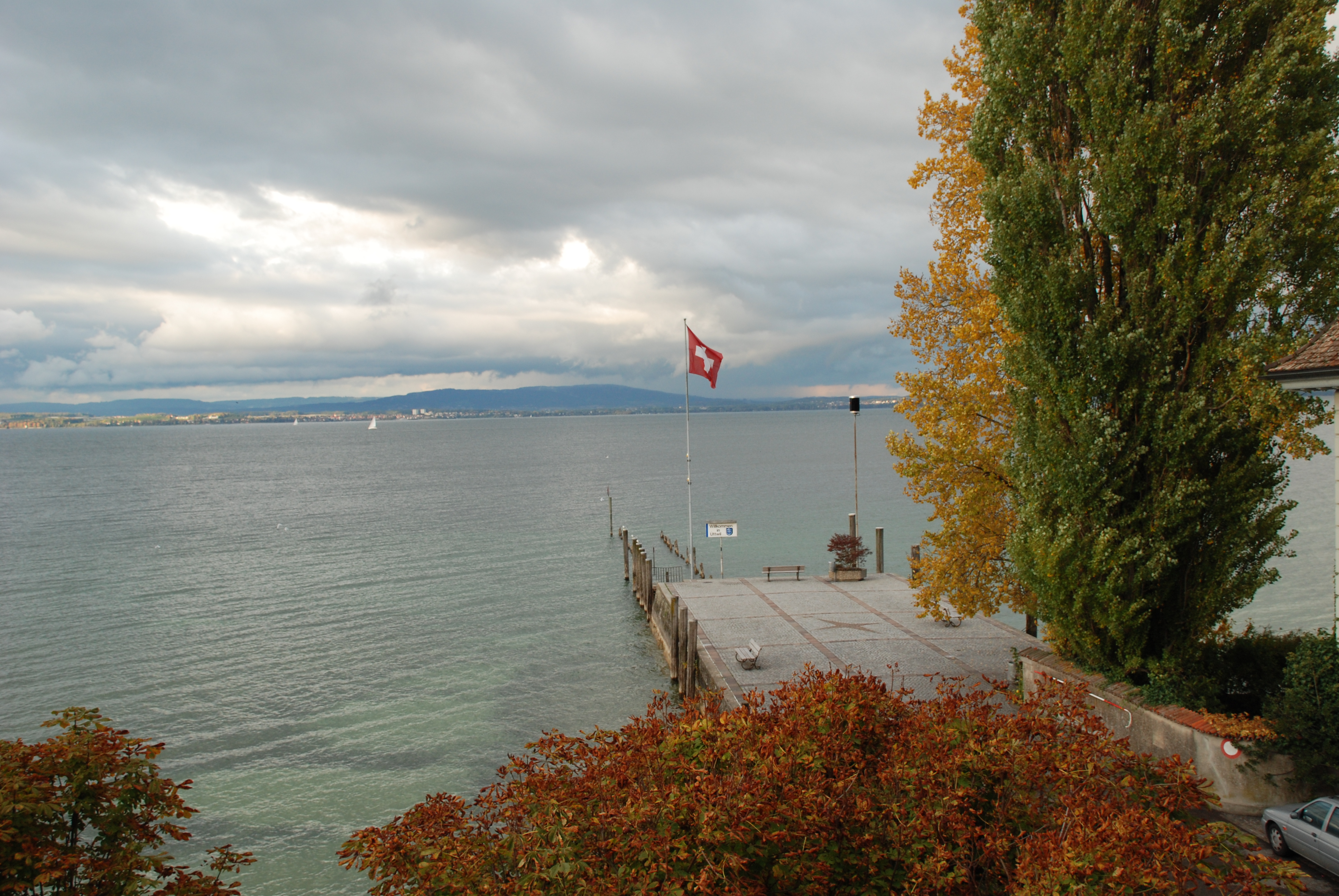
View from Uttwil towards Germany

Uttwil é uma comuna da Suíça, no Cantão Turgóvia, com cerca de 1.480 habitantes. Estende-se por uma área de 4,37 km², de densidade populacional de 339 hab/km². Confina com as seguintes comunas: Dozwil, Friedrichshafen (DE-BY), Hefenhofen, Immenstaad am Bodensee (DE-BY), Kesswil, Romanshorn.
A língua oficial nesta comuna é o Alemão.